# آکاسیای منگیوم
آکاسیا منگیوم (نام علمی: Acacia mangium) نام یک گونه از سرده آکاسیا است.

## نگارخانه

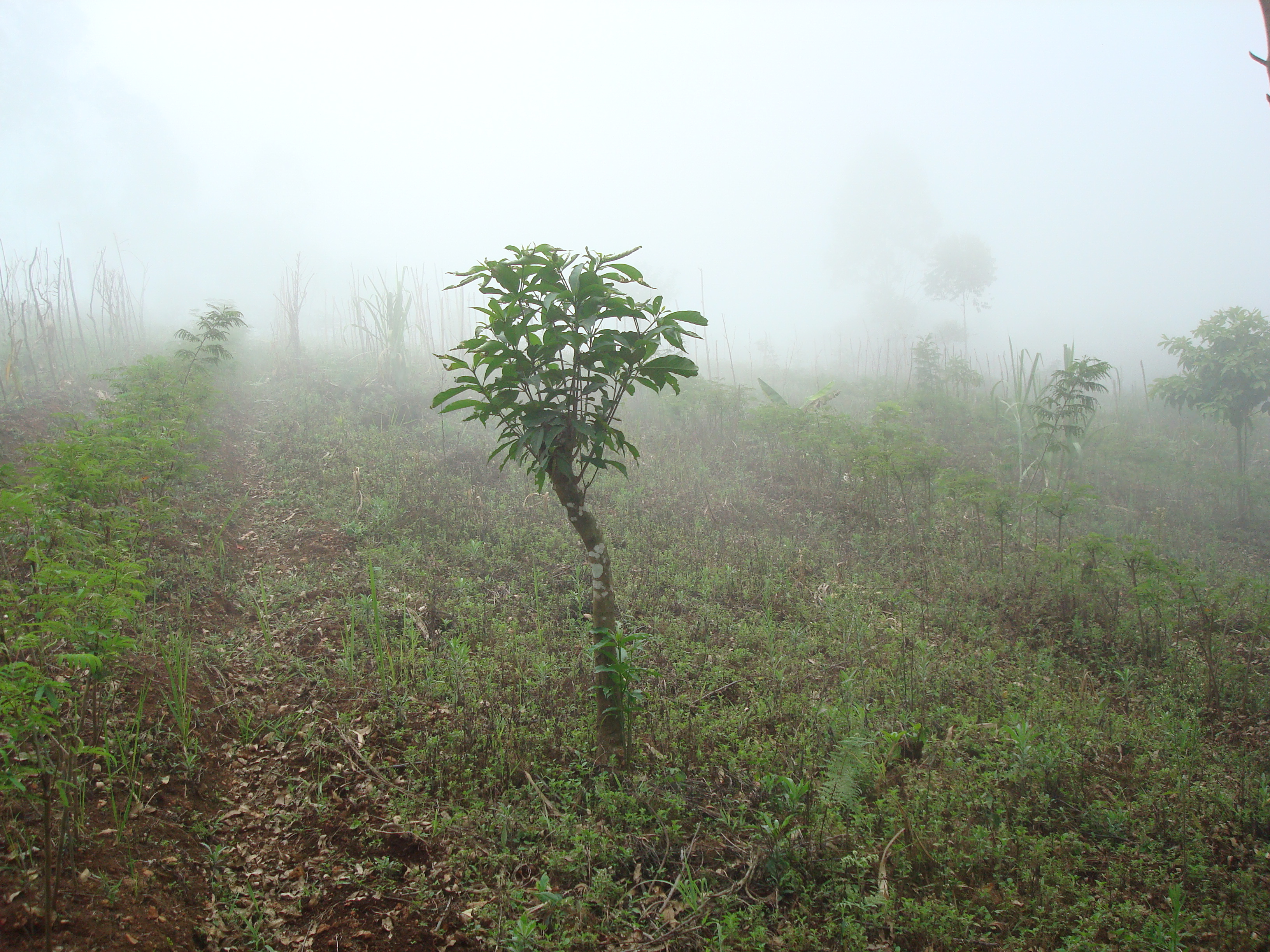
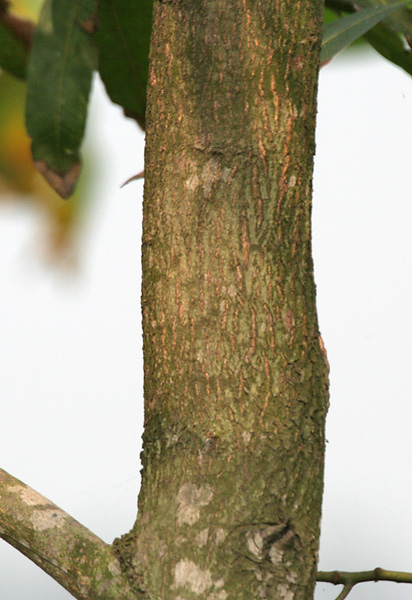
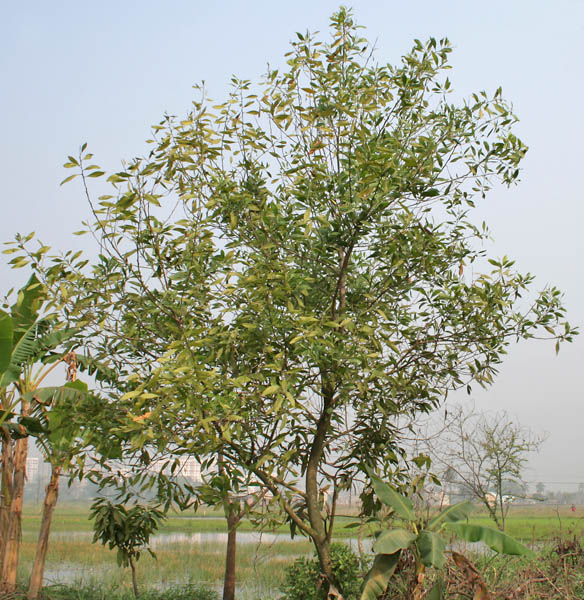
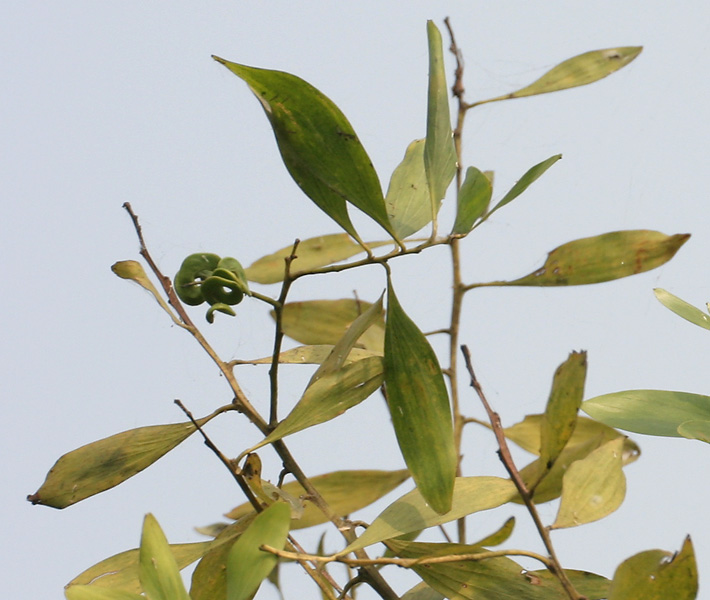